# (277475) 2005 WK4
2005 دابليو كي 4 (ويعرف أيضًا باسم (277475) 2005 دابليو كي 4 وفق تسمية الكوكب الصغير) (بالإنجليزية: 2005 WK4)‏ هو كويكب ضمن حزام الكويكبات؛ وترتيبه 277475 من حيث الاكتشاف.
اكتُشف هذا الجُرم الفلكي بواسطة Siding Spring Survey ‏ في 27 نوفمبر 2005.

## وصلات خارجية
- (277475) 2005 WK4 في قاعدة بيانات مختبر الدفع النفاث لأجرام النظام الشمسي الصغيرة

- الاكتشاف · مخطط المدار ·  العناصر المدارية · المعلمات المادية

- (277475) 2005 WK4 على موقع ويكي سكاي: DSS2, SDSS, GALEX, IRAS, Hydrogen α, X-Ray, Astrophoto, Sky Map, Articles and images